# Marguerite Monnot
Marguerite Monnot (Decize, Nièvre, 28 de mayo de 1903-París, 12 de octubre de 1961) fue una pianista y compositora francesa de canciones y música para películas. Fue conocida por componer muchas de las canciones interpretadas por Édith Piaf, como Milord y L'hymne à l'amour, y por la comedia musical Irma la douce que gozó de gran éxito internacional.

## Biografía
En Decize, su madre era profesora, su padre Gabriel Monnot, daba clases de piano y composición de música religiosa. Él era el encargado del órgano de la iglesia de Saint-Aré, patrono del lugar. Desde muy joven, Marguerite manifestó un talento musical precoz. A los 8 años ya era capaz de interpretar a Liszt, Chopin y Mozart. 
A los 16 años, luego de haberse negado, a instancias de sus padres, a ser parte de los músicos oficiales de la corte de España, Marguerite Monnot entró en el Conservatorio de París. Se formó bajo la dirección del pianista clásico Alfred Cortot y de Nadia Boulanger. Poco después comenzó una gira de conciertos por Europa que interrumpe al cumplir los 18 años.
Su descubrimiento de la canción popular en la "TSF" le despertó el gusto por la composición. Con 22 años, en 1931, registró su primera canción "Ah! Les mots d'amour!", interpretada por Jane Marny. El letrista Marc Hémy le encargó la música de "Viens dans mes bras", interpretada por Lucienne Boyer.
En 1935 su carrera tomó un nuevo rumbo cuando su composición "L'étranger" recibió el prestigioso Gran Premio de la Academia Charles-Cros. Interpretada al principio por Annette Lajon, "L'étranger" fue luego adoptada por una joven cantante de cabaret en pleno ascenso de su carrera, Édith Piaf, quien la conoció a través de Raymond Asso.
Marguerite Monnot compuso luego la música para Mon légionnaire, interpretada inicialmente por Marie Dubas. Piaf, quien admiraba a Dubas, retomó la canción a su retorno en 1937. Ese fue el inicio de una colaboración fructífera de casi 25 años, además de una amistad profunda entre las dos mujeres. Monnot trabajó con otros letristas como Henri Contet, durante los años de ocupación nazi, escribiendo entre otras "Où sont-ils donc mes petits copains" y "Tu es partout" (que más tarde formó parte de la banda sonora de la película Saving Private Ryan). 
Se casó el 11 de julio de 1950 con el cantante Paul Peri, cuyo verdadero nombre era Etienne Giannesini.
En 1956, "La goualante du pauvre Jean" alcanzó el número 1 en ventas en los Estados Unidos, bajo el título "The poor people of Paris", interpretada por Dean Martin. También probó suerte en la comedia musical, con Alexandre Breffort, al componer la música de "Irma la douce". Muy novedosa para su época, "Irma la douce" fue una de las pocas comedias musicales francesas en triunfar en el Reino Unido y los Estados Unidos. Posteriormente compuso el famoso "Hymne à l'amour", escrito por Piaf en homenaje a Marcel Cerdan.
Tras ello, "Milord", con la letra de Georges Moustaki, alcanzó un enorme éxito internacional. Finalmente se enemistó con Piaf, para fortuna de Charles Dumont quien inmediatamente luego de su alejamiento compuso la famosa "Non, je ne regrette rien".
El 11 de octubre de 1961, al atravesar un período de profunda depresión, Margueritte Monnot murió de una crisis de apendicitis mal cuidada.

## Obra

### Composiciones para Édith Piaf
- Adieu mon cœur. Letra : Henri Contet. (1946).
- Avant l'heure. Letra : Marcel Achard (1951). .
- Avant nous. Letra : René Rouzaud
- C'est à Hambourg. Letra : Claude Delécluse
- C'est l'amour. Letra : Edith Piaf. (1960).
- C'est merveilleux. Letra : Henri Contet. (1946).
- C'est pour ça. Letra : Henri Contet. (1947).
- C'était un jour de fête. Letra : Edith Piaf. (1941).
- Chanson bleue. Letra : Edith Piaf. (1951).
- Comme moi. Letra : Claude Delécluse, Michèle Senlis. (1957.
- Demain (il fera jour). Letra : Marcel Achard. (1951).
- Enfin le printemps. Letra : René Rouzaud. (1954).
- Escale. Letra : J.Marèze. (1945).
- Fais comme si. Letra : Michel Rivgauche. 1958).
- Heureuse. Letra : René Rouzaud. (1953).
- Il a chanté. Letra : C.Didier. (1948).
- J'ai dansé avec l'amour. Letra : Edith Piaf. (1941).
- J'entends la sirène. Letra : Raymond Asso. (1936).
- Je m'imagine. Letra : Nita Raya. (1960).
- Je n'en connais pas la fin. Letra : Raymond Asso. (1939).
- L'étranger. Letra : R. Malleron. Musique : Juel et Marguerite Monnot (1934).
- L'homme des bars. Letra : Edith Piaf. (1941).
- L'homme que j'aimerai. Letra : Marcel Achard. (1951).
- L'hymne à l'Amour. Letra : Edith Piaf. (1949)).
- La goualante du pauvre Jean. Letra : René Rouzaud. (1954).
- La p'tite Marie. Letra : Edith Piaf. (1950).
- La valse de l'amour. Letra : Edith Piaf. (1951).
- Le chant du pirate. Letra : Henri Contet. (1946).
- Milord. Letra de Georges Moustaki.

### Música de película
- La sage-femme, le curé et le bon Dieu (1962)
- Les canailles (1960)
- Les amants de demains (1959)
- L'île du bout du monde (1959)
- For the First Time (1959)
- Si le roi savait ça (1958)
- Le désert de Pigalle (1958)
- Rue de l'estrapade (1953)
- Neuf garçons, un cœur (1948)
- Macadam (1946)
- Montmartre-sur-Seine (1941)
- Aux urnes, citoyens ! (1932)

- Datos: Q293092